# Astydamia latifolia
Astydamia latifolia es una especie de plantas perteneciente a la familia  Apiaceae, única especie del género Astydamia, es originaria del norte de África, y vive también en las costas rocosas de todas las islas de Canarias.

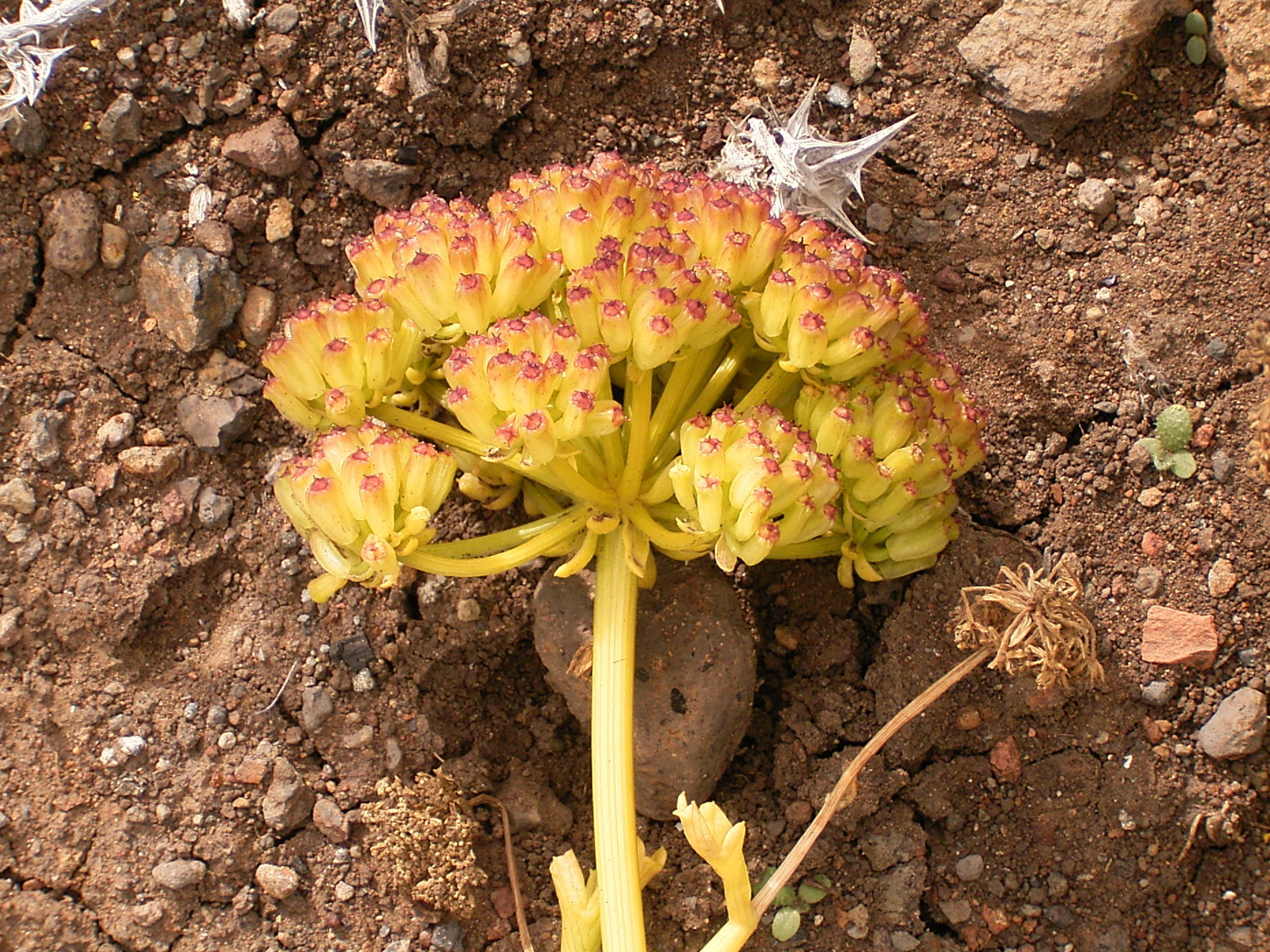
Inflorescencia.

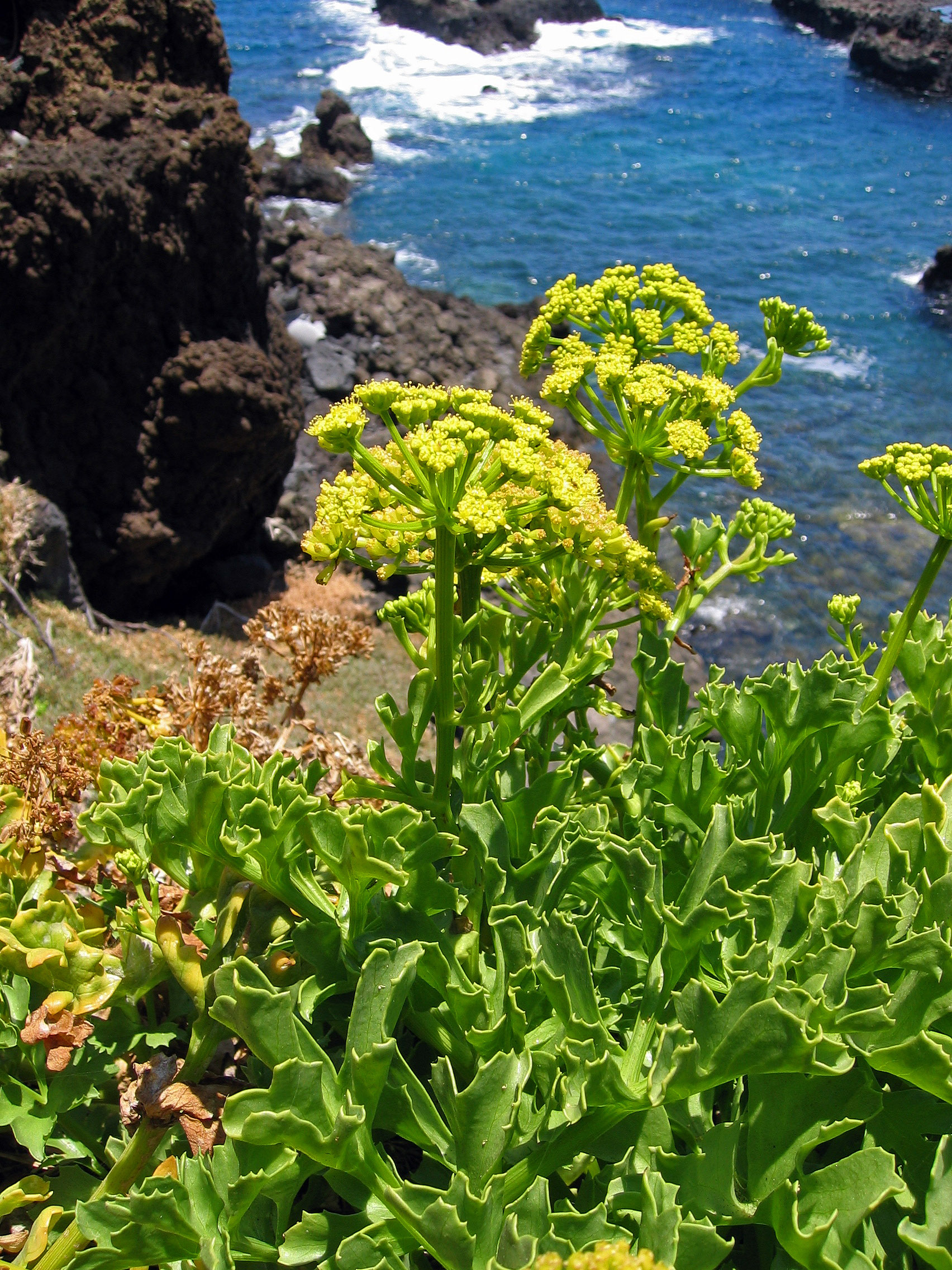
En su hábitat.

## Descripción
Puede reconocerse por sus flores amarillentas y sus grandes hojas suculentas, profundamente dentadas.  Sus flores se agrupan en inflorescencias umbeliformes con cerca de 15 brazos.
Astydamia latifolia es una especie nativa en las islas Canarias. Se trata de una planta bianual o perenne, con tallos y hojas carnosas, de color verde claro hasta verde glauco, pinnadas o profundamente inciso-dentadas, con lóbulos anchos. Flores amarillentas, dispuestas es umbelas compuestas de 6 a 12 cm de diámetro y de hasta 15 radios. Frutos ovoides, más o menos carnosos, de textura acorchada cuando están maduros, de color marrón claro, con 3 nervios y un borde algo dilatado.

## Taxonomía
Astydamia latifolia fue descrita por (L.f.) Baill. y publicado en Histoire des Plantes 7: 208. 1879.
Etimología
Astydamia: género dedicado a la ninfa Astydamia, hija de Oceanus. La planta crece en las cercanías del mar.
latifolia: epíteto latino que significa "con hojas anchas".
Sinonimia
- Astydamia canariensis (Spreng.) DC.
- Astydamia ifniensis Caball.
- Astydamia latifolia var. canariensis (Spreng.) Maire
- Astydamia latifolia var. ifniense (Caball.) Maire
- Bupleurum canariense Spreng.
- Buprestis latifolia Spreng.
- Crithmum latifolium L.f.	basónimo
- Heracleum canariense Choisy ex DC.
- Laserpitium crithminum Link
- Levisticum latifolium (L.f.) Batt.
- Tenoria canariensis Spreng.

## Nombre común
Se conoce como "lechuga o acelga de mar, servilleta o servilletero".